# Antonio Moreno Ruiz
Antonio Moreno Ruiz (Córdoba, España, 1 de febrero de 1983), conocido deportivamente como Moreno, es un exjugador de fútbol español. Jugaba de delantero y su último equipo fue el Centro de Deportes El Palo. Actualmente es entrenador de fútbol base en las categorías inferiores del Camas C.F. Es hermano por parte de madre del también futbolista Jona Mejía, internacional con Honduras y actualmente en el Hércules Club de Fútbol de Alicante.

## Trayectoria
Se formó en las categorías inferiores del CF Extremadura. En 2001 debutó en el filial del club azulgrana. En 2003 se incorpora al Sevilla Atlético, donde permanece durante 5 años. En su etapa en el filial nervionense consigue un ascenso a Segunda División, siendo la primera vez en la historia que el filial sevillista ascendía a la División de plata del fútbol español. Sus buenas actuaciones con el Sevilla Atlético en Segunda División le valdrían para debutar con el primer equipo de la mano de Manolo Jiménez. Finalizada la temporada 2007/08 se marcha al Partizán de Belgrado, pero en el mes de agosto le llega una oferta del Lorca Deportiva CF y abandona el club serbio para recalar en el equipo Lorquino. Su hermano de madre Jonathan también fichó en verano de 2008 por el equipo lorquino.
Tras el descenso administrativo del Lorca en verano de 2009, son muchos los jugadores que no continúan en dicho club, entre ellos Moreno, que acaba recalando en el U.D. Marbella. 
En el mercado de invierno de 2010 recala en el Pontevedra CF de la 2ª Division B.
En la temporada 2010-2011 formaría parte del Cádiz Club de Fútbol, llegando a disputar con el conjunto amarillo la liguilla de ascenso a la Segunda División, siendo superado el equipo gaditano por el Club Deportivo Mirandés.
En la temporada 2011-2012 es fichado por el Puertollano de la 2ª División B. Tras una temporada en el conjunto manchego, Moreno se marcha al Barakaldo C.F.
Su último equipo sería el Centro de Deportes El Palo, equipo del barrio malagueño donde se crio, donde decide colgar las botas.

## Clubes
| Club                 | País   | Años       |
| -------------------- | ------ | ---------- |
| CF Extremadura B     | España | 2001-2003  |
| Sevilla Atlético     | España | 2003-2008  |
| Partizán de Belgrado | Serbia | 2008-2008  |
| Lorca Deportiva CF   | España | 2008-2009  |
| UD Marbella          | España | 2009- 2010 |
| Pontevedra CF        | España | 2009-2010  |
| Cádiz CF             | España | 2010-2011  |
| CD Puertollano       | España | 2011–2012  |
| Barakaldo CF         | España | 2012–2013  |
| CD El Palo           | España | 2013–2015  |